# キリング・イズ・マイ・ビジネス
『キリング・イズ・マイ・ビジネス』（原題：Killing Is My Business... and Business Is Good!）は、メガデスが1985年に発表したデビュー・アルバム。インディーズ・レーベルのコンバット・レコードから発売された。

## 解説
メタリカを解雇されたデイヴ・ムステインは、1983年にメガデスを結成し、1984年にはコンバット・レコードとの契約を得る。バンド側は、イメージ・キャラクターであるヴィック・ラトルヘッドのイラストをジャケットにしようと考えていたが、コンバット側が用意したジャケットは、ヴィック・ラトルヘッドの模型の写真であった。バンド側はこの決定に不服で、デイヴィッド・エレフソンは「何年も元に戻したいって思ってた」と述懐している。本作収録曲「ザ・スカル・ビニース・ザ・スキン」は、このヴィック・ラトルヘッドのことを歌った曲。
「メカニックス」は、ムステインがメタリカ加入前に作った曲を改めて録音したもの。同曲はメタリカのデモ・テープにも収録されたが、メタリカのデビュー・アルバム『キル・エム・オール』（1983年）では、別ヴァージョンの歌詞が採用されて「ザ・フォー・ホースメン」という曲となっていた。
初回盤には8曲が収録されていたが、後に「ディーズ・ブーツ」（ナンシー・シナトラの代表曲である「にくい貴方」のカヴァー曲であるが、一部の歌詞を改竄している）が外されて7曲入りに変更された。メガデスは、マネージャーのジェイ・ジョーンズにこの曲のカヴァーを進言され、ジョークとして録音したが、原曲を作詞・作曲したリー・ヘイゼルウッドから「卑猥で攻撃的」というクレームを付けられ、本作から外されることとなった。

### 2002年リマスター盤
ラウド・レコードから発売されたリマスター盤は、ジャケット・デザインが変更され、本作収録曲3曲のデモ・ヴァージョンをボーナス・トラックとして追加収録した。また、問題となった「ディーズ・ブーツ」も再収録されたが、あちこちにピー音がかぶせられた内容に変更されている。

### 2018年リミックス＆リマスター盤
2018年6月6日（日本のみ先行発売。海外では6月8日）、リミックス＆リマスター仕様、さらにジャケットも新たなものへと差し替え、タイトルを『Killing Is My Business...And Business Is Good! 
- The Final Kill』としてリイシュー発売した。
今回はエンジニアのマーク・ルイス（TriviumやDeath Angelなどの作品へ参加）が発見した音源も用い新たにリミックス＆リマスターが施されたが、「ディーズ・ブーツ」のみ、デイヴのボーカル音源が原曲通りの歌詞で再録音したものに差し替えられている。

## 収録曲
特記なき楽曲は作詞・作曲ともにデイヴ・ムステインによる。

### オリジナル盤
1. ラスト・ライツ/ラヴド・トゥ・デス - Last Rites/Loved to Death - 4:38
2. キリング・イズ・マイ・ビジネス - Killing Is My Business... and Business Is Good! - 3:05
3. スカル・ビニース・ザ・スキン - Skull Beneath the Skin - 3:46
4. ディーズ・ブーツ - These Boots - 3:44
  - 作詞・作曲：リー・ヘイゼルウッド
5. ラトルヘッド - Rattlehead - 3:42
6. チョーズン・ワン - Chosen Ones - 2:54
7. ルッキング・ダウン・ザ・クロス - Looking Down the Cross - 5:01
8. メカニックス – Mechanix - 4:20

### 2002年リマスター盤
1. ラスト・ライツ/ラヴド・トゥ・デス - Last Rites/Loved to Deth - 4:41
2. キリング・イズ・マイ・ビジネス - Killing Is My Business... and Business Is Good! - 3:07
3. ザ・スカル・ビニース・ザ・スキン - The Skull Beneath the Skin - 3:48
4. ラトルヘッド - Rattlehead - 3:43
5. チョーズン・ワン - Chosen Ones - 2:55
6. ルッキング・ダウン・ザ・クロス - Looking Down the Cross - 5:02
7. メカニックス – Mechanix - 4:25
8. ディーズ・ブーツ - These Boots - 3:42
  - 作詞・作曲：リー・ヘイゼルウッド
9. ラスト・ライツ/ラヴド・トゥ・デス (デモ) - Last Rites/Loved to Deth (demo) - 4:16
10. メカニックス (デモ) - Mechanix (demo) - 3:59
11. ザ・スカル・ビニース・ザ・スキン (デモ) - The Skull Beneath the Skin (demo) - 3:11

### 2018年リミックス＆リマスター盤
1. ラスト・ライツ/ラヴド・トゥ・デス - Last Rites/Loved to Deth - 4:52
2. キリング・イズ・マイ・ビジネス -Killing Is My Business... and Business Is Good! - 3:04
3. ザ・スカル・ビニース・ザ・スキン - The Skull Beneath the Skin - 3:43
4. ラトルヘッド - Rattlehead - 3:40
5. チョーズン・ワン - Chosen Ones - 2:54
6. ルッキング・ダウン・ザ・クロス - Looking Down the Cross - 4:59
7. メカニックス – Mechanix - 4:23
8. ディーズ・ブーツ - These Boots - 3:36
  - 作詞・作曲：リー・ヘイゼルウッド
9. ラスト・ライツ/ラヴド・トゥ・デス（ライブ） - Last Rites/Loved to Deth (Live, 1987 London, UK) - 4:48
10. キリング・イズ・マイ・ビジネス（ライブ） -Killing Is My Business... and Business Is Good! (Live, 1986 Denver, CO) - 4:07
11. ザ・スカル・ビニース・ザ・スキン（ライブ） - The Skull Beneath the Skin (Live, 1990 London, UK) - 3:35
12. ラトルヘッド（ライブ） - Rattlehead (Live, 1987 Bochum, Germany) - 4:04
13. チョーズン・ワン（ライブ） - Chosen Ones (Live, 1986 Denver, CO) - 3:49
14. ルッキング・ダウン・ザ・クロス（ライブ） - Looking Down the Cross (Live, 1986 Denver, CO) - 4:39
15. メカニックス（ライブ）- Mechanix (Live, 1986 Denver, CO) - 3:46
16. ラスト・ライツ/ラヴド・トゥ・デス（デモ）- Last Rites/Loved to Deth ("Skull Beneath The Skin" Demo 1984) - 4:15
17. ザ・スカル・ビニース・ザ・スキン（デモ）- The Skull Beneath the Skin ("Skull Beneath The Skin" Demo 1984) - 3:12
18. メカニックス（デモ）- Mechanix ("Skull Beneath The Skin" Demo 1984) - 4:00

## カヴァー
- 「キリング・イズ・マイ・ビジネス」は、オーストリアン・デス・マシーン『ダブル・ブルータル』（2009年）のディスク2で取り上げられた[5]。

## 参加ミュージシャン
- デイヴ・ムステイン - ボーカル、ギター
- クリス・ポーランド - ギター
- デイヴィッド・エレフソン - ベース
- ガル・サミュエルソン - ドラムス